# 2014総選挙 安倍政権に審判〜民意は何を示したのか〜
『2014総選挙 安倍政権に審判〜民意は何を示したのか〜』（2014そうせんきょ あべせいけんにしんぱん みんいはなにをしめしたのか）は、BS11で2014年12月14日の20:00 - 22:30（JST）に放送された第47回衆議院議員総選挙の選挙特別番組である。

## 概要
全国295の小選挙区・比例区の開票速報を伝えると共に、今後の政局の行方、政界再編の動きなどをBS11独自の切り口で伝える。

司会は同局で平日夜に放送されている『報道ライブ21 INsideOUT』のキャスターを務める露木茂と黒塚まやが担当する。なお、露木はフジテレビを退社後に選挙特番の司会を務めるのは当番組が初めてとなる。

## 出演者
司会
- 露木茂
- 黒塚まや

ゲスト
- 歳川隆雄（インサイドライン編集長）
- 三浦博史（選挙プランナー）
- 吉永みち子（ノンフィクション作家）
- 松田喬和（毎日新聞社特別顧問）